# Nadbrzeże (województwo warmińsko-mazurskie)
Nadbrzeże (niem. Reimannsfelde) – przysiółek w północnej Polsce położona w województwie warmińsko-mazurskim, w powiecie elbląskim, w gminie Tolkmicko. Miejscowość z przystanią morską.

## Położenie
Nadbrzeże położone jest nad Zalewem Wiślany, około 15 km od Elbląga, na obszarze Parku Krajobrazowego Wysoczyzny Elbląskiej. Osada leży na trasie Kolei Nadzalewowej (obecnie nieczynnej).
Wieś okręgu sędziego ziemskiego Elbląga w XVII i XVIII wieku. W latach 1975–1998 miejscowość administracyjnie należała do województwa elbląskiego.

## Komunikacja i transport

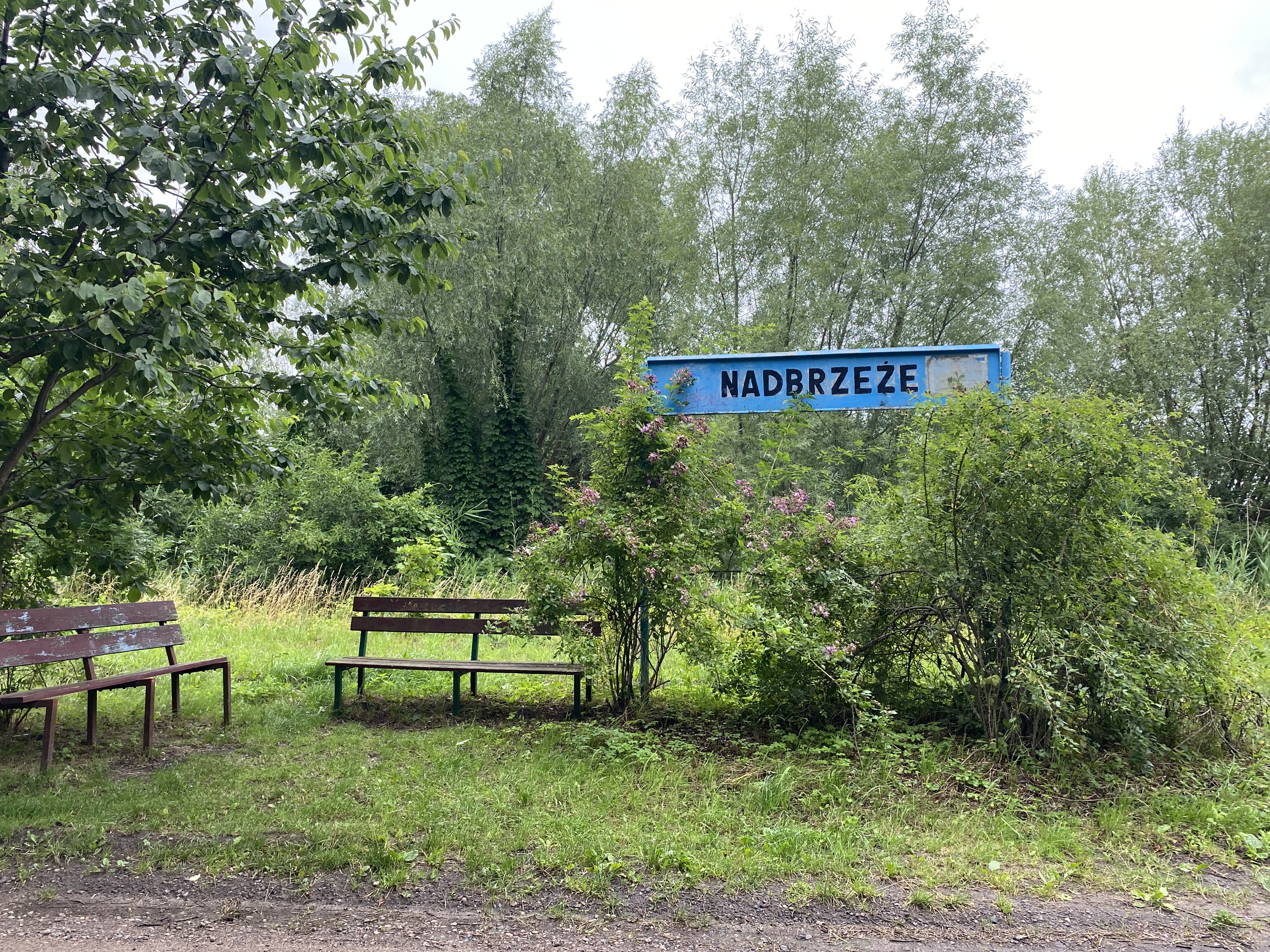
Tablica z nazwą dawnego przystanku kolejowego w Nadbrzeżu

Przez osadę przebiega droga wojewódzka nr 503 oraz nieczynna linia kolejowa Elbląg – Frombork – Braniewo, tzw. Kolej Nadzalewowa, z przystankiem kolejowym w Nadbrzeżu.
W miejscowości znajduje się przystań morska dla jachtów o małym zanurzeniu, używana jako baza letnia Jacht Klubu Elbląg.

## Historia
W czasie II wojny światowej w Nadbrzeżu znajdował się podobóz Hopeehill (Außenstelle Hopeehill), hitlerowskiego obozu koncentracyjnego Stutthof. Powstał on 29 maja 1942 roku. W jego granicach znajdowały się dwie cegielnie, w których pracowali więźniowie. Podobóz zlikwidowano 22 stycznia 1945, a pozostałych przy życiu więźniów przetransportowano samochodami do Stutthof, gdzie wzięli udział w marszu śmierci.

Pomordowanych więźniów upamiętnia obelisk znajdujący się przy drodze wojewódzkiej nr 503. Co roku, przy pomniku, organizowane są uroczystości w ramach Ogólnopolskiego Zlotu Pamięci Narodowej.
W 2015 r. została ustalona przystań morska w Nadbrzeżu.

## Turystyka

### Zabytki
W Nadbrzeżu znajdują się dwa zabytki znajdujące się pod opieką konserwatora.
- zdrojowy zespół dworski z XVIII-XIX wieku (dwór i park z aleją dojazdową)
- zespół cegielni z 1872-1911 roku (zabudowa produkcyjna i mieszkalna; urządzenia komunikacyjne, wodne i techniczne)

### Atrakcje turystyczne
- Park Krajobrazowy Wysoczyzny Elbląskiej

W Parku znajdziemy między innymi ścianę nieczynnego wyrobiska iłów elbląskich, która jest doskonałą ilustracją budowy geologicznej strefy krawędziowej Wysoczyzny Elbląskiej.
- wojskowy ośrodek wypoczynkowy

## Kultura i rozrywka
Co roku odbywa się Ogólnopolski Zlot Pamięci Narodowej w Nadbrzeżu (w 2009 roku odbyła się 33. edycja)

## Osoby związane z Nadbrzeżem
- Wacław Mitura – więzień podobozu Hopeehill